# Nihat Kahveci
Nihat Kahveci (* 23. listopadu 1979 Istanbul, Turecko) je bývalý turecký fotbalový útočník a reprezentant. Mimo Turecko působil na klubové úrovni ve Španělsku.

## Reprezentační kariéra
V A-týmu Turecka debutoval 7. 10. 2000 v přátelském utkání v Göteborgu proti Švédsku (remíza 1:1). Celkem odehrál v letech 2000–2010 za turecký národní tým 69 zápasů a nastřílel 19 branek.

## Úspěchy
- Turecko
  - Mistrovství světa ve fotbale 2002: 3. místo
  - Pohár konfederace 2003: 3. místo
- Real Sociedad
  - La Liga: 2. místo 2003
- Villarreal CF
  - La Liga: 2. místo 2008